# Kostel svatého Jiljí (Mladějov)
Římskokatolický farní kostel svatého Jiljí v Mladějově je částečně zbarokizovaná sakrální stavba na hřbitově zhruba uprostřed obce na vyvýšeném místě. Od roku 1964 je kostel chráněn jako kulturní památka.

## Historie
Jádro kostela je gotické a pochází ze 14. století. Gotická stavba byla roku 1786 zčásti upravena v barokním slohu.

## Architektura
Budova je obdélná, jednolodní s předsíní a s uzavřeným presbytářem s opěráky. Na severní straně k němu přiléhá sakristie a oratoř. Stěny jsou hladké členěné hrotitými okny bez kružeb.
Presbytář je sklenut křížem a závěrem s klínovými žebry. Loď kostela má plochý strop a dřevěnou kruchtu, na které je balustráda. Sakristie a oratoř jsou otevřené do presbytáře a jsou opatřeny balkónem.

## Zařízení
Zařízení kostela pochází ze 17.–19. století. Hlavní oltář je rokokový, prostý, s obrazem pocházejícím z 19. století a se sochami sv. Vojtěcha a sv. Prokopa. Dva boční oltáře jsou klasicistní, portálové z konce 18. století. Kazatelna je barokní se soškami evangelistů ze 2. poloviny 17. století. V kostele je pískovcový pilastrový epitaf. Na epitafu jsou nápisy a znaky. Epitaf je z roku 1618 a nachází se v torzálním stavu v předsíni kostela. V kostele je také pozdně renesanční kamenná kropenka na balustrové noze. Cínová křtitelnice stojící na volutových nohách je barokní ze 2. poloviny 17. století.

## Okolí kostela
V sousedství kostela na hřbitově se nachází mohutná zvonice z roku 1793. Zvonice je bedněná, dvoupatrová, hranolová, okosená a je na kamenné podezdívce z 19. století. Součástí komplexu církevních staveb je dále barokní fara z roku 1740. Jedná se o prostou, přízemní, obdélnou stavbu, která stojí na okraji hřbitova. Před kostelem je socha sv. Linharta roku 1740 s emblémy ze života světce. Na hřbitově u kostela je pohřben český matematik, fyzik a průkopník železnice František Josef Gerstner. Přes silnici se nachází barokní zámek.